# USS Constellation (CV-64)
USS Constellation (CV-64) là một siêu hàng không mẫu hạm lớp Kitty Hawk được Hải quân Hoa Kỳ chế tạo trong thập niên 1960. Nó là chiếc tàu chiến thứ ba của Hải quân Mỹ được đặt cái tên này để vinh danh "một chùm sao mới" thể hiện trên quốc kỳ Hoa Kỳ. Là một trong những chiến hạm nhanh nhất của Hải quân, chứng minh qua một cuộc thi đua năm 1985, con tàu được thủy thủ đoàn đặt biệt danh "Connie". Constellation là tàu sân bay Hoa Kỳ cuối cùng được chế tạo tại một xưởng tàu khác hơn xưởng Newport News Shipbuilding & Drydock Company. Sau hơn bốn thập niên hoạt động, con tàu được cho xuất biên chế vào năm 2003 và bị tháo dỡ tại Brownsville, Texas từ năm 2015 đến năm 2017.

## Thiết kế và chế tạo
Hợp đồng chế tạo Constellation được trao cho Xưởng hải quân New York, Brooklyn, New York vào ngày 1 tháng 7 năm 1956, và nó được đặt lườn vào ngày 14 tháng 9 năm 1957. Nó được hạ thủy vào ngày 8 tháng 10 năm 1960, được đỡ đầu bởi bà Mary Herter, phu nhân Bộ trưởng Ngoại giao Christian Herter. Constellation được chuyển giao cho Hải quân vào ngày 1 tháng 10 năm 1961, và nhập biên chế vào ngày 27 tháng 10 năm 1961 dưới quyền chỉ huy của Hạm trưởng, Đại tá Hải quân T. J. Walker. Chi phí chế tạo con tàu vào lúc đó là 264,5 triệu Đô la Mỹ.

### Hỏa hoạn đang khi chế tạo

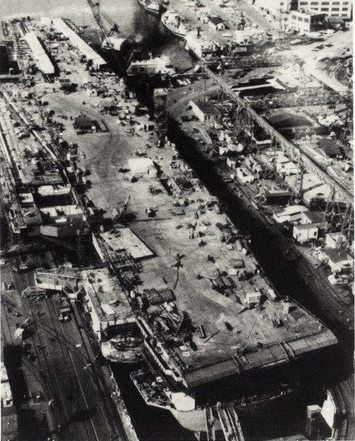
Constellation đang được đóng tại Xưởng hải quân Brooklyn, tháng 2 năm 1960

Constellation bị hư hại nặng bởi một trận hỏa hoạn đang khi chế tạo vào ngày 19 tháng 12 năm 1960. Chiếc tàu sân bay đang trong giai đoạn chế tạo sau cùng trong Xưởng hải quân Brooklyn tại Brooklyn, New York khi đám cháy bùng phát.
Vụ hỏa hoạn xảy ra khi một xe nâng hoạt động trên sàn chứa máy bay gặp tai nạn đẩy kiện hàng nó đang nâng vào một tấm thép. Tấm thép ngã đã làm bung nắp một thùng chứa 500 galông Mỹ (1.900 l; 420 gal Anh) dầu diesel, và nhiên liệu từ thùng chứa đã chảy tràn xuống các hầm tàu bên dưới. Nhiên liệu có thể đã bắt lửa từ một mỏ hàn, rồi lan sang các vách ngăn tạm bằng gỗ. Đám cháy lan tràn nhanh chóng, khiến các lối đi của con tàu hoàn toàn bị ngập khói. Một chỉ huy Hải quân đã nhận xét về thiết kế con tàu trong một cuộc thẩm vấn, "Những con tàu trong lớp này là những cấu trúc phức tạp nhất từng được con người thiết kế."
Lính chữa cháy đã phải mất đến 17 giờ để dập tắt hoàn toàn cuộc hỏa hoạn, tuy nhiên 50 công nhân của xưởng tàu đã thiệt mạng. Những hư hại vật chất đã khiến tốn kém 75 triệu Đô la để sửa chữa, và trì hoãn việc hoàn tất con tàu thêm bảy tháng, đưa đến những lời đồn đại rằng con tàu bị cháy tại New York là chiếc Kitty Hawk (CV-63), và trận hỏa hoạn đã khiến Hải quân phải hoán đổi tên và số hiệu lườn tàu giữa hai con tàu chị em, vốn đang được đóng cùng lúc ở những xưởng tàu khác nhau thuộc tiểu bang khác. Một bản tin ngắn trên báo New York Times phát hành một ngày sau vụ hỏa hoạn, 20 tháng 12, đã gọi tên con tàu là USS Constellation.

## Lịch sử hoạt động

### Thập niên 1960
Một cuộc hỏa hoạn khác lại xảy ra bên trên Constellation vào ngày 7 tháng 11 năm 1961, trong khi con tàu đang được chạy thử nghiệm ngoài biển, khiến bốn người thiệt mạng và làm bị thương chín người khác.
Sau khi hoàn tất việc trang bị và thử máy nghiệm thu, Constellation rời cảng nhà Norfolk, Virginia vào ngày 7 tháng 2 năm 1962 để tiến hành những hoạt động không quân đầu tiên tại vùng biển ngoài khơi Virginia Capes. Nó thực hiện cú phóng máy bay bằng máy phóng và hạ cánh với cáp hãm cùng ngày hôm đó, thực hiện bởi Trung tá Hải quân George C. Watkins, chỉ huy Liên đội Tàu sân bay 13 (CVG-13), lái một chiếc A4D-2 Skyhawk thuộc Phi đội Cường kích 34. Sau một tháng hoạt động tại chỗ, nó lên đường cho một chuyến đi chạy thử máy huấn luyện tại vùng biển Caribe.
Vào mùa Hè năm 1962, Constellation được điều động sang Hạm đội Thái Bình Dương, và Liên đội CVG-13 tách khỏi con tàu. Nó đón lên tàu các đơn vị của Liên đội Tàu sân bay 5 (CVG-5) tại Mayport, Florida trước khi khởi hành vào ngày 25 tháng 7 cho chuyến đi kéo dài hai tháng vòng qua mũi Horn để đi đến cảng nhà mới San Diego, California. Đến tháng 11, với Liên đội Tàu sân bay 14 (CVG-14) trên tàu, nó thực tập và huấn luyện nhằm chuẩn bị cho lượt biệt phái đầu tiên sang khu vực Tây Thái Bình Dương trong thành phần Đệ Thất hạm đội. Chuyến đi bình yên này kéo dài từ tháng 2 đến tháng 9 năm 1963.
Đợt bố trí thứ hai của Constellation bắt đầu từ ngày 5 tháng 5 năm 1964. Nó thay phiên cho tàu sân bay chị em Kitty Hawk (CV-63) để tuần tra trong vịnh Bắc Bộ ngoài khơi Việt Nam vào ngày 8 tháng 6, nhận lên tàu Phi đoàn Tàu sân bay 14 (CVW 14) và thực hiện các phi vụ trinh sát hình ảnh bên trên không phận Lào cho đến ngày 13 tháng 7. Sau một giai đoạn bảo trì tại Căn cứ Hải quân vịnh Subic, Philippines, nó lên đường viếng thăm cảng Hong Kong vào ngày 27 tháng 7. Tuy nhiên những diễn biến trong sự kiện vịnh Bắc Bộ vào các ngày 2 và 4 tháng 8 buộc nó phải cắt ngắn chuyến viếng thăm và quay trở lại hoạt động.

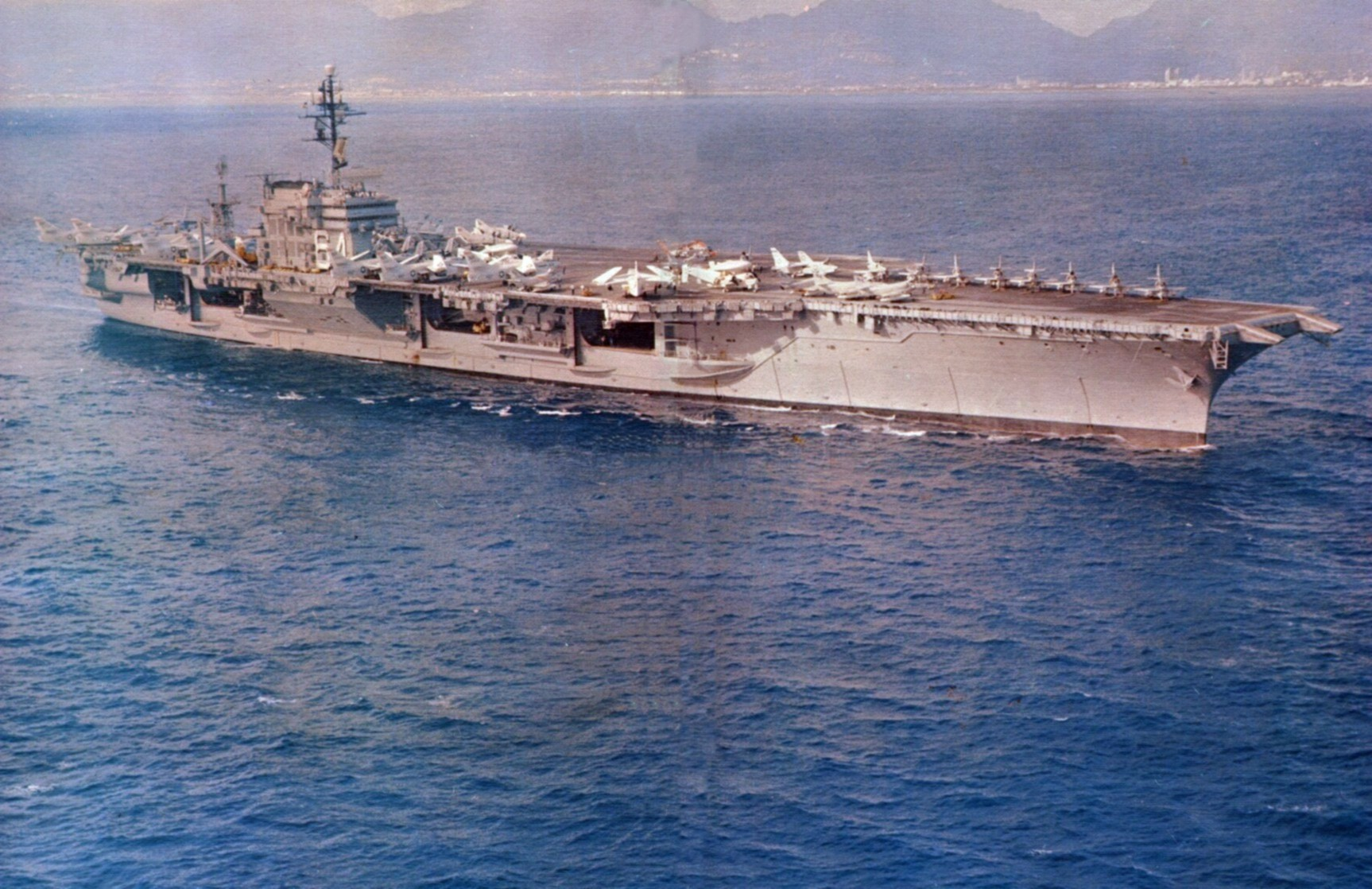
USS Constellation trong lượt phục vụ tại Viễn Đông 1964–1965.

Constellation lên đường quay trở lại vịnh Bắc Bộ, và đến ngày 4 tháng 8 đã tung ra những máy bay F-4B Phantom II, phối hợp cùng những chiếc xuất phát từ tàu sân bay Ticonderoga (CV-14), để bảo vệ trên không cho các tàu khu trục; nội các của Tổng thống Lyndon Baines Johnson đã lấy cớ bị các tàu phóng lôi Bắc Việt Nam tấn công để có dịp leo thang trong sự xung đột này. Vào ngày 5 tháng 8, hai chiếc tàu sân bay đã thực hiện Chiến dịch Pierce Arrow, một loạt các cuộc không kích xuống kho xăng dầu và tàu hải quân của Bắc Việt Nam. Phi đoàn CVW-14 bị mất hai máy bay, một chiếc A-1 Skyraider của Trung úy Hải quân Richard C. Sather, người đã tử trận; và một chiếc A-4 Skyhawk của Trung úy Hải quân Everett Alvarez, Jr., người trở thành tù binh chiến tranh Hoa Kỳ đầu tiên trong cuộc Chiến tranh Việt Nam. Các hoạt động dần dần quay trở lại nhịp điệu thường lệ cho đến hết thời gian còn lại của lượt hoạt động, và con tàu quay trở về San Diego vào ngày 1 tháng 2 năm 1965, kết thúc đợt biệt phái kéo dài chín tháng. Thành tích phục vụ trong lượt này được ghi nhận bằng danh hiệu Đơn vị Tuyên dương Hải quân cho Constellation và Phi đoàn CVW-14.
Constellation sau đó trải qua một giai đoạn đại tu kéo dài tám tháng trong xưởng tàu, rồi chuẩn bị cho lượt hoạt động tiếp theo, lần đầu tiên trong môi trường chiến tranh. Phi đoàn Tàu sân bay 15 (CVW-15) được phối thuộc trên tàu trước khi nó lên đường đi sang Việt Nam vào tháng 5 năm 1966. Trong suốt 111 ngày trực chiến tại Trạm Yankee trong vịnh Bắc Bộ, máy bay của nó đã đánh phá các tuyến đường tiếp vận cùng những mục tiêu khác để ngăn chặn việc vận chuyển nhân sự và vũ khí, tiếp liệu vào miền Nam. Vào ngày 13 tháng 7, chiếc F-4B Phantom II thuộc Phi đội Tiêm kích 161 (VF-161) do Đại úy Hải quân William M. McGunigan và Trung úy Hải quân Robert M. Fowler điều khiển đã bắn rơi một máy bay phản lực MiG-17, đánh dấu chiếc MiG đối phương đầu tiên bị bắn rơi trong cuộc chiến tranh. Sau bảy tháng hoạt động, nó quay trở về San Diego vào tháng 12, bị mất 16 thành viên đội bay và 15 máy bay. Cả Constellation lẫn Phi đoàn CVW-15 đều được tặng thưởng danh hiệu Đơn vị Tuyên dương Hải quân trong đợt này.
Sau một giai đoạn nghỉ ngơi và bảo trì, Constellation cùng Phi đoàn Tàu sân bay 14 (CVW-14) được điều sang vùng chiến sự vào tháng 4, 1967. Nó thoạt tiên hoạt động tại Trạm Dixie, một khu vực tuần tra cách ngoài khơi Nam Việt Nam khoảng 60 mi (97 km), và tung ra các cuộc không kích xuống vùng Tam giác sắt, trước khi di chuyển đến Trạm Yankee, một khu vực tuần tra khác cách ngoài khơi Bắc Việt Nam khoảng 50 mi (80 km); trải qua tổng cộng 121 ngày hoạt động. Những chiếc F-4B Phantom II thuộc các phi đội tiêm kích VF-142 và VF-143 đã bắn rơi bốn máy bay MiG đối phương trong không chiến. Lượt phục vụ kéo dài tám tháng kết thúc vào tháng 12, CVW-14 chịu tổn thất 16 máy bay và 20 phi công, trong đó bảy người tử trận và tám người bị bắt làm tù binh. Cả Constellation lẫn Phi đoàn CVW-14 đều được tặng thưởng danh hiệu Đơn vị Tuyên dương Hải quân trong đợt này.
Constellation bắt đầu lượt bố trí thứ tư tại khu vực Tây Thái Bình Dương và Việt Nam vào ngày 29 tháng 5, 1968. Trong đợt này nó cùng Phi đoàn CVW-14 chỉ hoạt động giới hạn bên dưới vĩ tuyến 20 tại Bắc Việt Nam, sau một chỉ thị của Tổng thống vào tháng 3. Đến ngày 1 tháng 11, theo mệnh lệnh của Tổng thống Johnson, mọi hoạt động ném bom xuống miền Bắc Việt Nam được chấm dứt lúc 21 giờ 00 giờ Sài Gòn. Phi vụ cuối cùng được chiếc tàu sân bay nhắm vào khu vực giới hạn do Trung tá Hải quân Kenneth E. Enney lái một máy bay cường kích A-7 Corsair II thực hiện. Con tàu quay trở về cảng nhà vào ngày 31 tháng 1, 1969 sau khi thực hiện hơn 11.000 phi vụ chiến đấu và hỗ trợ, ném khoảng 20.000 tấn bom đạn. CVW-14 bị mất mười lăm máy bay, trong đó chín chiếc do hoạt động của đối phương; có sáu phi công tử trận và ba người bị bắt làm tù binh.
Constellation trở lại Việt Nam vào tháng 8, 1969 cho một lượt phục vụ thứ năm, tiếp tục hoạt động cùng Phi đoàn CVW-14. Sau một giai đoạn ban đầu kéo dài 20 ngày hỗ trợ các hoạt động tác chiến tại Nam Việt Nam và Lào, nó lên đường đi sang Trạm phòng thủ tại vùng biển Nhật Bản, được hình thành sau khi xảy ra vụ bắt giữ tàu gián điệp USS Pueblo (AGER-2). Vào ngày 2 tháng 10, một máy bay trực thăng chuẩn bị hạ cánh xuống con tàu bị hỏng cánh quạt đuôi và rơi xuống biển, khiến chín người mất tích và không bao giờ tìm thấy. Chiếc tàu sân bay quay trở lại Trạm Yankee vào ngày 1 tháng 11, đồng thời cũng đánh dấu một cột mốc mới, khi một chiếc F-4J do Trung tá Hải quân R. K. Billings và Trung úy Hải quân Jeff Taylor thuộc Phi đội Tiêm kích VF-143 điều khiển đã hạ cánh lần thứ 100.000 trên con tàu. Trong một phi vụ vào ngày 28 tháng 3, 1970, một chiếc F-4 do các trung úy Jerome E. Beaulier và Steven J. Barkley điều khiển đã bắn rơi một máy bay MiG-21 đối phương. Lượt hoạt động kéo dài chín tháng với tổng cộng 128 ngày hoạt động hoàn tất vào tháng 5. CVW-14 bị tổn thất bảy máy bay, trong đó năm chiếc do hoạt động của đối phương; một thành viên đội bay bị bắt làm tù binh, nhưng không có ai tử trận.

### Thập niên 1970
Sau khi quay trở về Hoa Kỳ, trải qua một đợt đại tu kéo dài chín tháng trong ụ tàu, chỉ là lượt đại tu thứ hai kể từ khi nhập biên chế. Sang mùa Xuân năm 1971, nó được phối thuộc Không đoàn Tàu sân bay CVW-9, và rời San Diego vào ngày 1 tháng 10 cho một lượt phục vụ khác trong Chiến tranh Việt Nam. Nó thực hiện những phi vụ ném bom các tuyến đường tiếp vận quân sự tại Lào cùng các phi vụ trinh sát tại miền Bắc Việt Nam, kéo dài sang năm 1972. Vào ngày 19 tháng 1, đội bay chiếc F-4 Phantom thuộc Phi đội Tiêm kích VF-96 do Đại úy Randall H. "Duke" Cunningham và Trung úy William P. Driscoll điều khiển đã bắn rơi một chiếc MiG-21, lần đầu tiên cho một máy bay Hải quân kể từ chiếc công của Phi đội VF-142 vào ngày 28 tháng 3, 1970. Chiếc tàu sân bay đã gần cuối kế hoạch bố trí hoạt động, khi lượt hoạt động bất ngờ bị kéo dài do cuộc tổng tấn công của quân đội chủ lực Bắc Việt Nam vào mùa Xuân năm 1972.

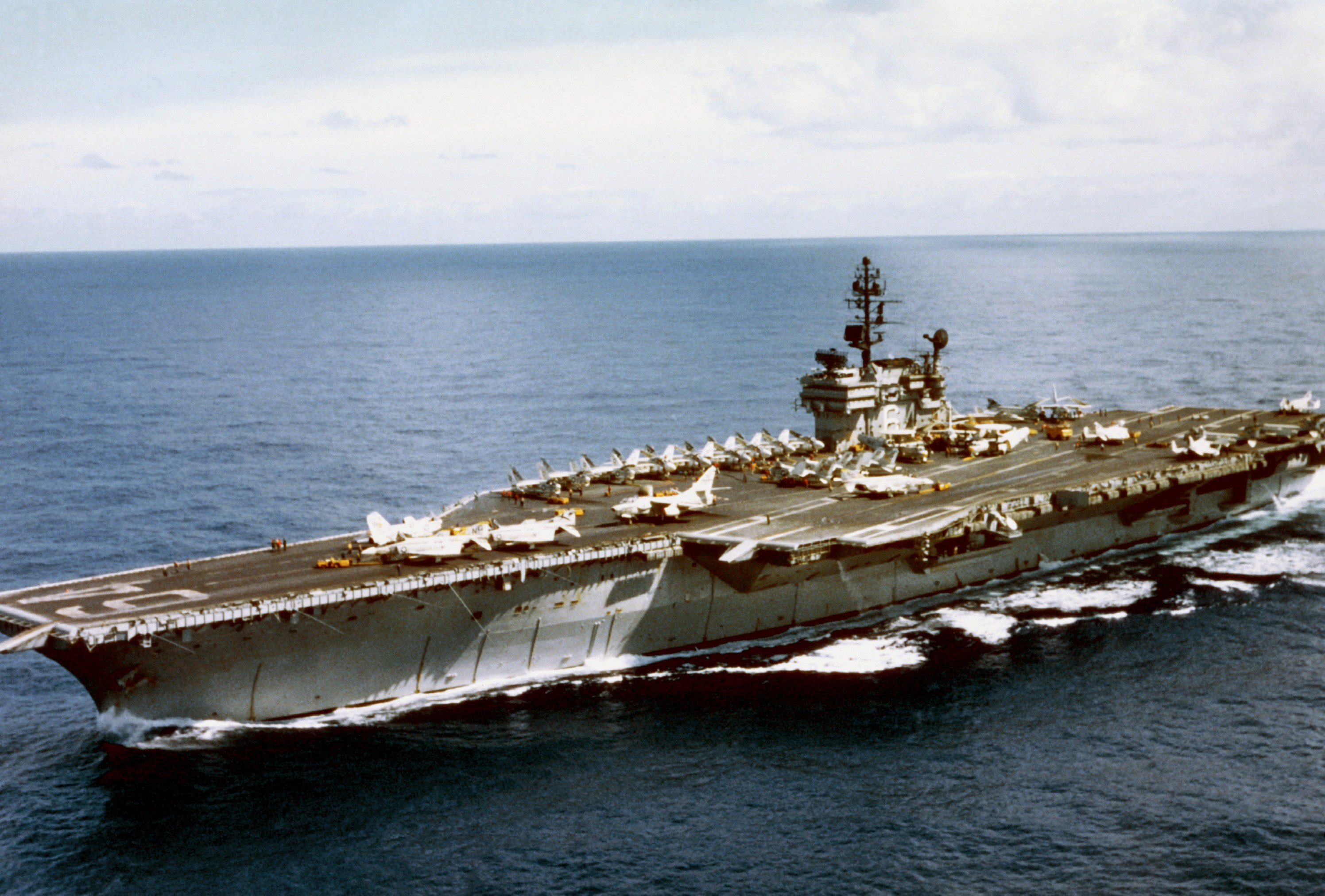
Constellation trên đường đi ngoài khơi Việt Nam, 1971–72.

Các hoạt động không kích hỗ trợ lực lượng trên bộ vào giai đoạn đầu được tiếp nối bởi các đợt ném bom cường độ cao xuống các mục tiêu tại Bắc Việt Nam. Vào ngày 8 tháng 5, 1972, Cunningham và Driscoll thuộc Phi đội VF-96 tiếp tục ghi thêm một chiến công bắn rơi một chiếc MiG-17; rồi sang ngày 10 tháng 5, Cunningham và Driscoll lại bắn rơi thêm ba chiếc MiG-17, trở thành những phi công Ách đầu tiên trong Chiến tranh Việt Nam. Thêm ba chiếc MiG-17 nữa bị các đội bay của VF-96 bắn rơi: hai chiếc bởi các đại úy Michael J. Connelly và Thomas J. Blonski cùng một chiếc bởi Đại úy Steven C. Shoemaker và Trung úy Keith V. Crenshaw. Phi đội Tiêm kích VF-92 góp công vào bảng thành tích khi Đại úy Curt Dose và Thiếu tá James McDevitt bắn rơi một chiếc MiG-21. Tổng cộng phi công của Constellation đã bắn rơi bảy chiếc MiG chỉ trong ngày 10 tháng 5. Đợt hoạt động kết thúc vào ngày 1 tháng 7 sau khi chiếc tàu sân bay trải qua 154 ngày ngoài khơi bờ biển Việt Nam; nó bị mất bảy máy bay, hai thành viên đội bay tử trận và hai bị bắt làm tù binh. Constellation cùng Không đoàn CVW-9 phối thuộc được tặng thưởng danh hiệu Đơn vị Tuyên dương Tổng thống do thành tích trong đợt hoạt động này.

#### Phản kháng của thủy thủ da màu
Vào cuối năm 1972, Constellation trở thành tâm điểm chú ý của giới truyền thông khi những thành viên da màu của thủy thủ đoàn phản kháng về điều mà họ coi là sự phân biệt đối xử của Hải quân, đưa đến những sự kiện mà nhiều người xem là một cuộc binh biến. Con tàu quay trở về Hoa Kỳ vào 1 tháng 7, và chuẩn bị để được phái sang Tây Thái Bình Dương vào đầu năm 1973, và những bổ sung và thay thế về nhân sự diễn ra khi nó ở lại Hoa Kỳ cho đến khi nó có nhiều hơn 250 người so với số chỗ ở tối đa có được của con tàu. Chỉ huy con tàu đã ra lệnh thải hồi (kém hơn việc giải ngũ thông thường) năm thủy thủ đa đen mà ông cho là những người hay gây rối, đồng thời vạch kế hoạch tiếp tục cho giải ngũ sớm thêm 250 người khác vốn sẽ hết hạn phục vụ khi con tàu đang hoạt động ở nước ngoài. Đang khi chiếc tàu sân bay tiến hành tập trận ngoài khơi bờ biển California, có tin đồn lan truyền rằng Hạm trưởng sẽ ra lệnh thải hồi 250 thủy thủ da màu. Vào ngày 1 tháng 11, các thủy thủ da đen đã phục kích tại hành lang và đánh một đầu bếp da trắng vỡ xương hàm. Hạm trưởng ra lệnh mở một cuộc họp lúc 21 giờ 00 ngày 3 tháng 11 để công bố kế hoạch giải ngũ của 250 người. Nhưng vào trưa ngày 3 tháng 11, một nhóm 50 thủy thủ da màu đã biểu tình ngồi tại phòng ăn, và đến đêm 3-4 tháng 11, khoảng 60 thủy thủ da màu đã chiếm quyền cuộc họp, từ chối không rời phòng ăn và đe dọa "sẽ làm nổ tung con tàu." 
Constellation quay trở về San Diego vào ngày 4 tháng 11 để đưa 130 người rời tàu, bao gồm 12 thủy thủ da trắng, trước khi trở ra khơi tiếp tục cuộc tập trận, và quay trở lại cảng vào ngày 7 tháng 11. Những thủy thủ bị buộc phải rời tàu được đưa trở lại bến tàu vào ngày 9 tháng 11, nhưng chỉ có tám người lên tàu; những người còn lại ngồi trên bến tàu trước các máy quay của các hãng truyền hình và cuối cùng được đưa trở lại trại binh trên bờ và thẩm vấn tại tòa án quân sự. Mười hai người được giải ngũ thông thường, 35 người được cho giải ngũ nhưng không được phép đăng ký tái ngũ, 73 người khác chịu đựng những hình phạt khác nhau bao gồm hạ bậc lương, hạ cấp bậc và cảnh cáo trước khi tiếp tục được nhận nhiệm vụ trên biển.

#### Kết thúc Chiến tranh Việt Nam
Constellation quay trở lại vùng biển Đông Nam Á vào tháng 1, 1973. Cho dù Hiệp định Paris 1973 bắt đầu có hiệu lực từ ngày 28 tháng 1, máy bay thuộc Không đoàn Tàu sân bay CVW-9 tiếp tục tấn công những mục tiêu tại Lào cho đến khi có thỏa thuận ngừng bắn tại đây vào ngày 21 tháng 2. Như vậy chiếc tàu sân bay đã hoạt động ròng rã suốt chín năm kể từ khi chiến tranh bắt đầu vào năm 1964. Thời gian còn lại của lượt hoạt động kéo dài chín tháng này được nó dành cho nhiêm vụ quét mìn tại các luồng cảng Bắc Việt Nam, trong khuôn khổ Chiến dịch End Sweep.
Sau khi quay trở về San Diego vào tháng 10, 1973, Constellation được nghỉ ngơi, bảo trì và huấn luyện trong chín tháng. Nó khởi hành vào tháng 6, 1974 cho đợt hoạt động trong thời bình đầu tiên trong vòng mười năm, và vào ngày 23 tháng 11 đã là chiếc tàu sân bay đầu tiên tiến vào vịnh Ba Tư kể từ năm 1949. Đợt hoạt động kéo dài sáu tháng hoàn tất vào ngày 24 tháng 12, 1974.

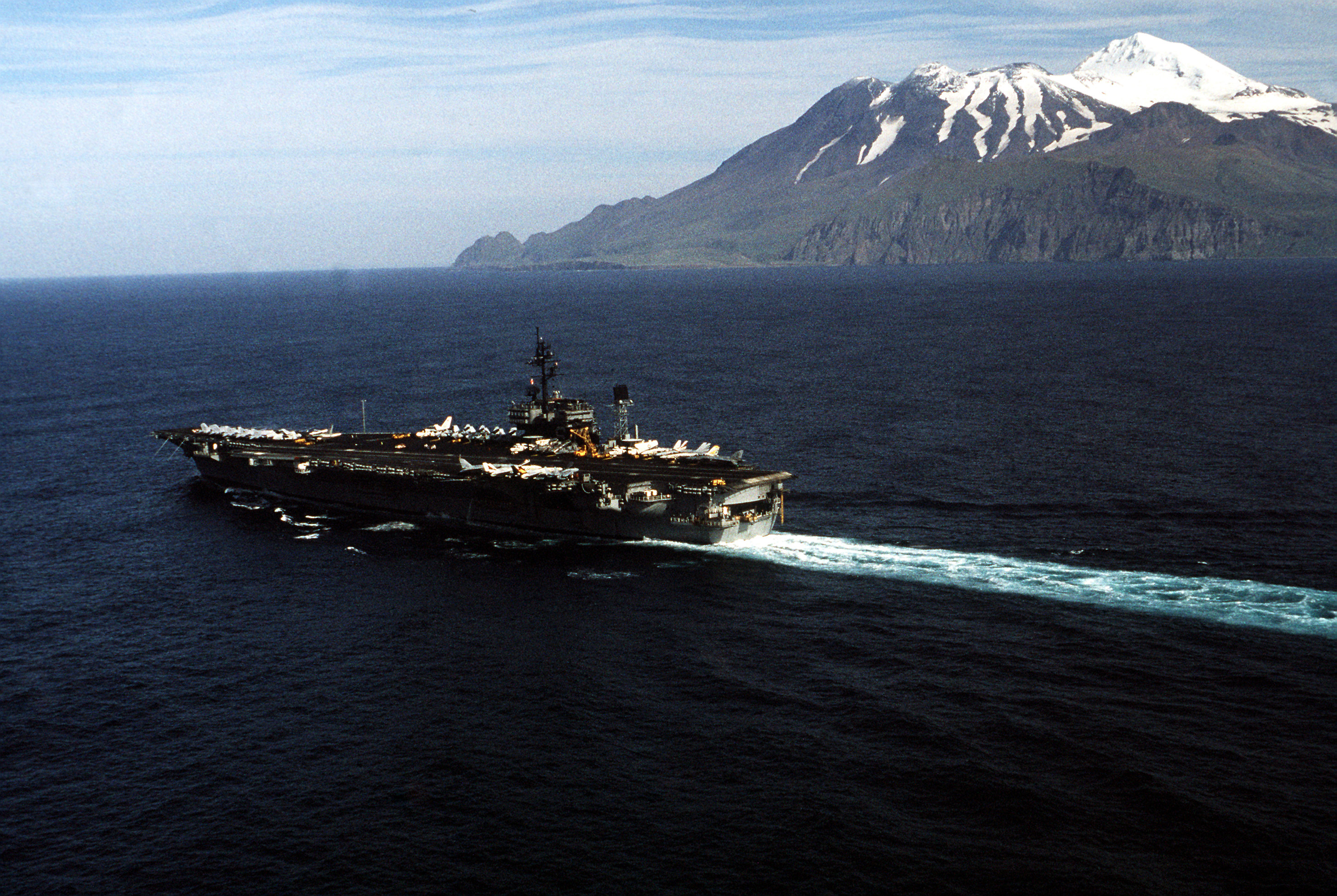
Constellation tại khu vực quần đảo Aleut khi diễn ra cuộc Tập trận PACEX 89.

Constellation trải qua đợt đại tu và nâng cấp rộng rãi kéo dài 14 tháng tại Xưởng hải quân Puget Sound, Bremerton, Washington, bắt đầu từ tháng 2, 1975; những cải tiến cho con tàu phản ảnh mục tiêu một tàu sân bay đa dụng, có khả năng chống tàu nổi, tàu ngầm và phòng không. Nó được xếp lại như một tàu sân bay thông thường CV-64 vào ngày 30 tháng 6, 1975, và khi việc đại tu kết thúc vào tháng 4, 1976, nó có thể vận hành cả hai kiểu máy bay mới S-3A Viking và F-14A Tomcat. Tuy nhiên, việc chạy thử máy đã bộc lộ ra một số vấn đề hỏng hóc, nên con tàu phải được sửa chữa trong 26 ngày tại Xưởng hải quân Long Beach, California vào cuối năm 1976. Nó tham gia cuộc tập đa quốc gia RIMPAC (Rim of the Pacific: Vành đai Thái Bình Dương) được tổ chức tại khu vực quần đảo Hawaii, rồi tiếp nối bằng một lượt biệt phái phục vụ tại Viễn Đông từ tháng 4 đếntháng 11, 1977.
Lượt hoạt động tiếp theo của Constellation tại Viễn Đông, kéo dài từ tháng 9, 1978 đến tháng 5, 1979, thoạt tiên dự định hoàn tất vào tháng 3, nhưng buộc phải kéo dài khi con tàu được phái sang Ấn Độ Dương khi xảy ra xung đột giữa Yemen và Nam Yemen. Sau một lượt nghỉ ngắn trong tám tháng, nó lại lên đường vào tháng 2, 1980, tham gia cuộc Tập trận RIMPAC trước khi tiếp tục đi sang vùng Trung Đông, đi đến "Trạm Gonzo" giữa vùng biển Ả Rập. Trạm tác chiến này được thành lập sau khi xảy ra vụ Khủng hoảng con tin Iran vào tháng 11, 1979, do những người Iran quá khích xâm nhập Đại sứ quán Mỹ tại Tehran và bắt giữ nhân viên ngoại giao làm con tin. Chiếc tàu sân bay đi đến nơi sau khi những nỗ lực nhằm giải cứu con tin vào ngày 24 tháng 4, 1980 bị thất bại. Nó thay phiên cho tàu sân bay Coral Sea (CV-43) tại Trạm Gonzo vào ngày 1 tháng 5, và trực chiến tại đây trong một thời gian kỷ lục 110 ngày, thành tích được ghi nhận qua việc được tặng thưởng Huân chương Viễn chinh Hải quân. Lượt hoạt động kết thúc vào giữa tháng 10.

### 1980–1989

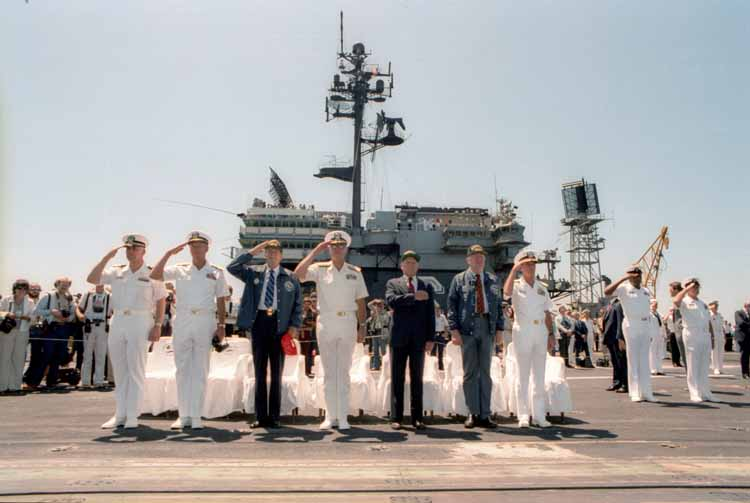
Tổng thống Ronald Reagan (thứ ba từ trái) trên tàu Constellation, ngày 20 tháng 8, 1981

Trong giai đoạn nghỉ ngơi và bảo trì tại cảng năm 1981, Tổng thống Ronald Reagan đã viếng thăm Constellation vào ngày 20 tháng 8, công bố con tàu là "soái hạm" của Hoa Kỳ khi trao tặng cho nó lá cờ của Tổng thống. Ông nói với thủy thủ đoàn: "Hãy để cho cả bạn bè lẫn kẻ thù biết rằng Hoa Kỳ có cơ bắp để hậu thuẩn cho lời nói, và những con tàu như thế này và những con người như các bạn chính là cơ bắp đó." Chiếc tàu sân bay tiếp tục có lượt phục vụ tại khu vực Tây Thái Bình Dương và Ấn Độ Dương từ tháng 10, 1981 đến tháng 5, 1982.
Vào tháng 1, 1983, Constellation đi đến Xưởng hải quân Puget Sound tại Bremerton, Washington, nơi nó trải qua một lượt đại tu kéo dài 13 tháng. Trong đợt này hệ thống tên lửa phòng không RIM-2 Terrier được tháo dỡ để thay thế bằng kiểu RIM-7 Sea Sparrow và bổ sung hệ thống phòng thủ tầm gần Phalanx CIWS, cùng các cải tiến nhằm cho phép con tàu vận hành kiểu máy bay tiêm kích hạm mới F/A-18A Hornet.

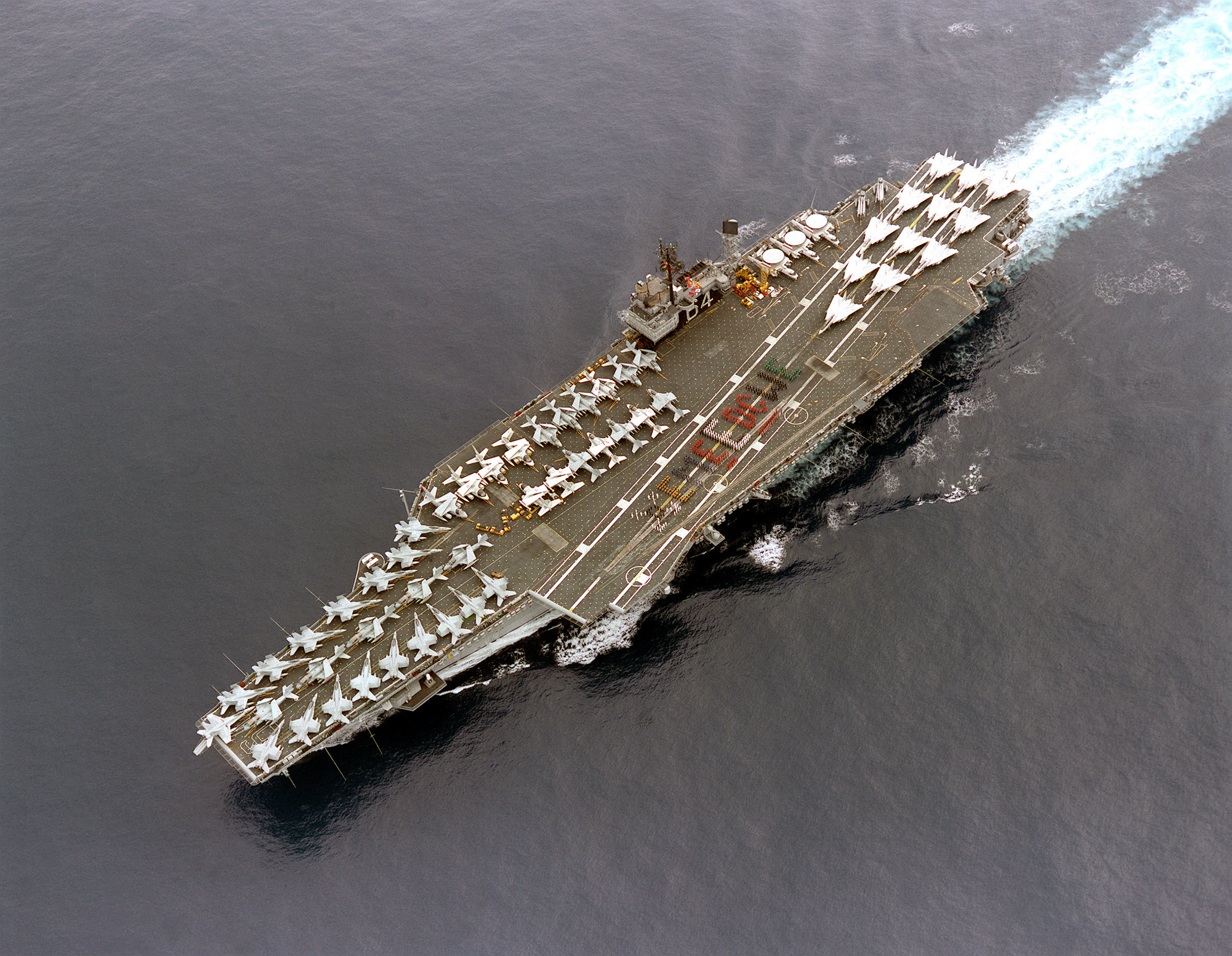
Thủy thủ của Constellation đang xếp hình chữ Battle E trên sàn đáp.

Cùng với Không đoàn Tàu sân bay CVW-14 được phối thuộc, chiếc tàu sân bay được phái đi phục vụ từ tháng 2 đến tháng 8, 1985, lần đầu tiên hoạt động với kiểu máy bay mới F/A-18A Hornet; câu khẩu hiệu mới của con tàu "Go Ahead Make My Day", trích dẫn lời của Tổng thống Reagan, cũng lần đầu tiên được sử dụng trong đợt hoạt động.
Trong lượt phục vụ tiếp theo kéo dài từ tháng 4 đến tháng 10, 1987, đối phó lại việc Iran tấn công các tàu chở dầu di chuyển trên các tuyến đường biển thương mại trong lãnh hải quốc tế, Constellation tung các các phi vụ không quân hỗ trợ cho Chiến dịch Earnest Will, nhằm bảo vệ các tàu chở dầu Kuwait treo cờ Mỹ trong vịnh Ba Tư.
Đang khi hoạt động huấn luyện chuẩn nhận phi công tàu sân bay ngoài khơi bờ biển Nam California vào sáng ngày 2 tháng 8, 1988, Constellation chịu đựng một tai nạn hỏa hoạn do rò rỉ nhiên liệu phản lực JP-5 vào phòng động cơ số 1. Đám cháy được dập tắt rồi lại tiếp tục bùng lên do nhiệt độ quá nóng và không khắc phục được triệt để sự rò rỉ nhiên liệu, và có nguy cơ lan đến những hầm đạn. Con tàu quay trở lại North Island vào ngày hôm sau, và mọi đám cháy cuối cùng cũng được dập tắt; không có ai bị thiệt mạng trong vụ hỏa hoạn, nhưng nhiều người đã bị thương gảy tay chân hay bị ngạt khí.

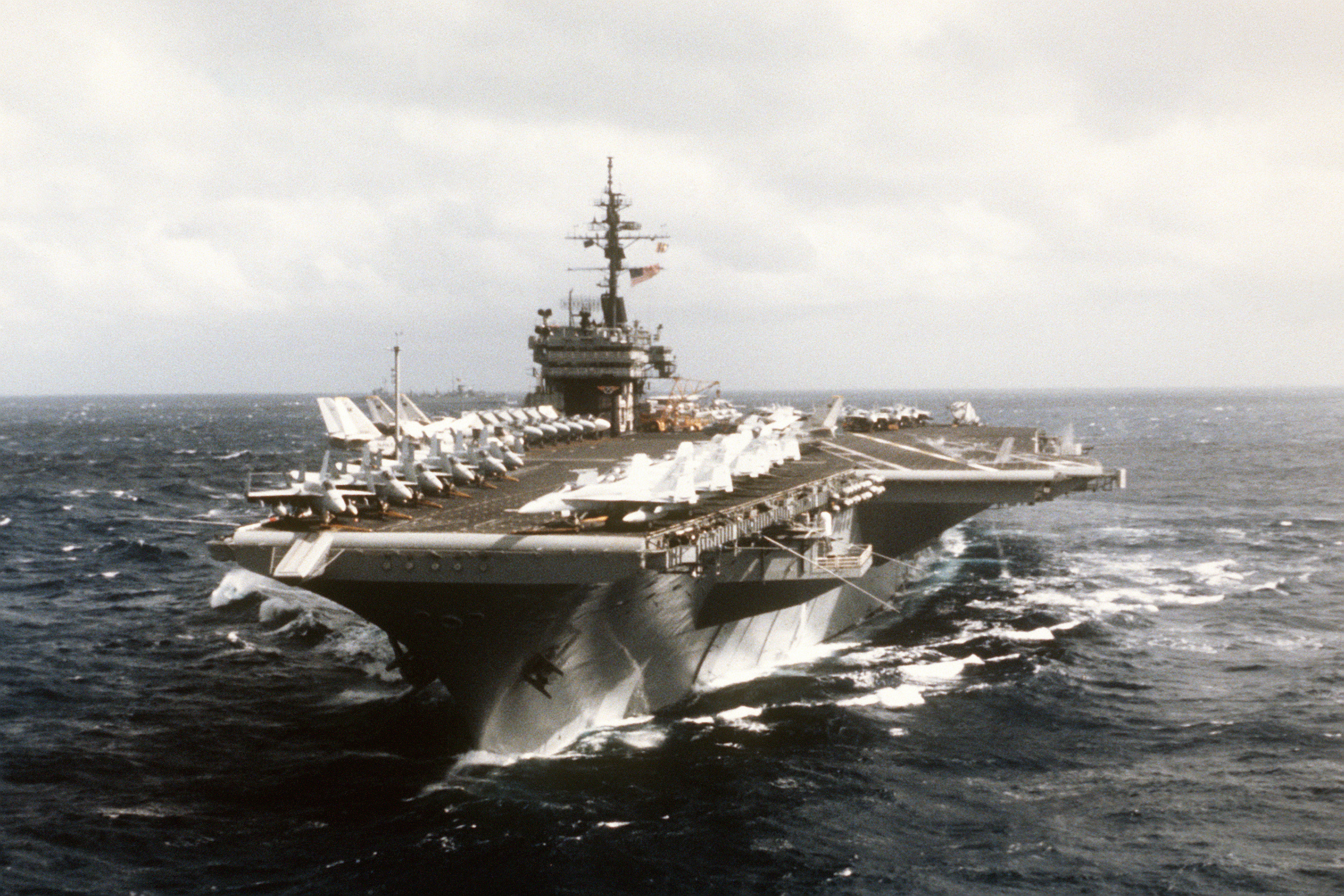
Constellation trên đường đi, năm 1988

Constellation được khẩn trương sửa chữa cho kịp lịch trình hoạt động tại khu vực Tây Thái Bình Dương; với Không đoàn Tàu sân bay CVW-14 được phối thuộc, nó lên đường vào ngày 1 tháng 12 và thực hiện hành trình đi sang Ấn Độ Dương chỉ với ba trục chân vịt hoạt động, việc sửa chữa chân vịt thứ tư chỉ được thực hiện trong chặng dừng tại căn cứ vịnh Subic, Philippines. Bốn ngày sau khi rời cảng, một máy bay EA-6B Prowler bị tai nạn rơi xuống biển khiến bốn thành viên đội bay tử nạn. Đợt hoạt động kéo dài sáu tháng kết thúc khi nó quay trở về San Diego vào ngày 1 tháng 6, 1989.

### 1990–1999

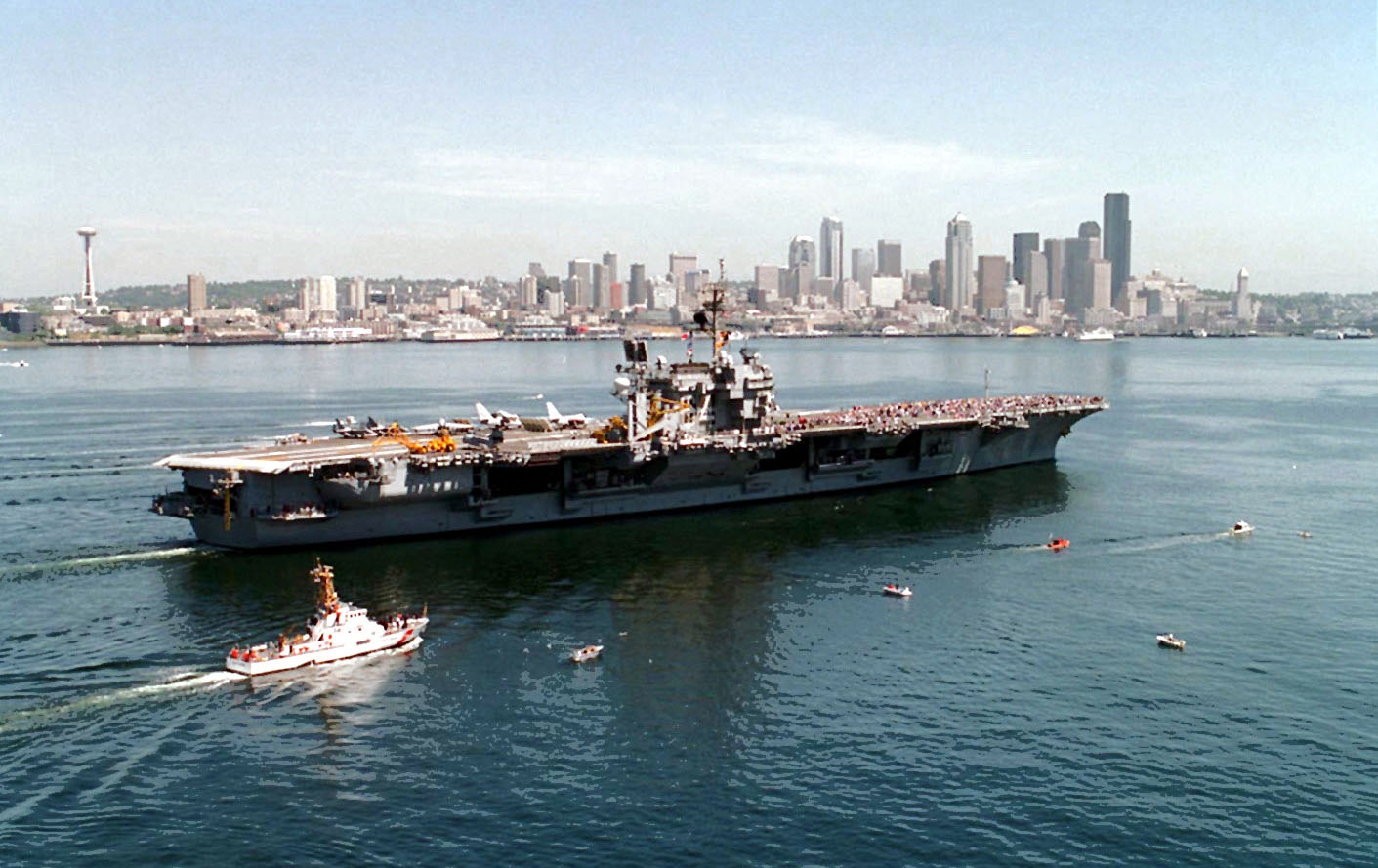
Constellation tại Seattle, năm 1996.

Với Không đoàn Tàu sân bay CVW-9 được phối thuộc trên tàu, Constellation rời San Diego vào ngày 12 tháng 2, 1990 để đi sang vùng bờ Đông Hoa Kỳ. Trên đường đi nó tập trận phối hợp cùng hải quân các nước Nam Mỹ, bao gồm một cuộc thực hành Gringo-Gaucho (Touch-and-go, chạm và bay tiếp) với máy bay thuộc Không lực Hải quân Argentine. Sau khi đi đến Norfolk, Virginia, nó đi vào Xưởng hải quân Philadelphia tại Philadelphia, Pennsylvania vào tháng 7, bắt đầu một đợt đại tu lớn theo Chương trình Kéo dài Tuổi thọ Phục vụ (SLEP Service Life Extension Program), mất đến ba năm và tiêu tốn 800 triệu Đô-la Mỹ. Mục đích của chương trình là nhằm hiện đại hóa và kéo dài thời hạn phục vụ thêm 15 năm, bao gồm việc thay thế các động cơ turbine hơi nước, công việc lớn nhất chưa từng được thực hiện cho một tàu chiến cỡ nó.
Hoàn tất công việc trong xưởng tàu vào tháng 3, 1993, Constellation tiến hành chạy thử máy với một số liên đội thuộc Không đoàn Tàu sân bay CVW-17 trên tàu, rồi thả neo tại cảng Mayport, Florida vào ngày 8 tháng 4. Với Không đoàn Tàu sân bay CVW-2 được phối thuộc, nó rời Mayport vào ngày 29 tháng 5 để đi sang vùng bờ Tây, tập trận phối hợp với hải quân các nước Nam Mỹ trên đường đi. Nó đi đến San Diego vào ngày 22 tháng 7.
Trong tháng 5 và tháng 6, 1994, Constellation cùng Không đoàn Tàu sân bay CVW-2 tham gia cuộc Tập trận RIMPAC, rồi đến ngày 10 tháng 11 đã khởi hành từ San Diego cho một lượt biệt phái hoạt động kéo dài đầu tiên trong vòng sáu năm trở lại. Nó thực hành huấn luyện ngoài khơi Okinawa, tiếp nối bằng một loạt các cuộc thực tập ngoài khơi bán đảo Triều Tiên, nơi một lần nữa trở thành tâm điểm của sự chú ý sau khi có thông tin Bắc Triều Tiên đang phát triển vũ khí hạt nhân. Nhóm tác chiến tàu sân bay đi sang khu vực vịnh Ba Tư vào ngày 11 tháng 1, 1995, tham gia vào Chiến dịch Kiểm soát miền Nam, thực hiện các phi vụ tuần tra nhằm áp đặt vùng cấm bay ở phía Nam Iraq, với mục đích bảo vệ các cộng đồng Hồi giáo Shia đang bị chế độ Saddam Hussein đàn áp. Đợt hoạt động kéo dài sáu tháng kết thúc khi nó quay trở về San Diego vào ngày 10 tháng 5. Từ ngày 1 tháng 10, chiếc tàu sân bay được chính thức phối thuộc cùng Đội tuần dương-Khu trục 1, và trong lượt biệt phái hoạt động tiếp theo từ ngày 1 tháng 4 đến ngày 1 tháng 10, 1997, nó quay trở vùng vịnh cho các hoạt động Kiểm soát miền Nam, lần này thuộc biên chế của Đệ Ngũ hạm đội. Trong vòng mười tuần hoạt động tại vùng vịnh, Không đoàn Tàu sân bay CVW-2 đã thực hiện hơn 4.400 phi vụ, trong đó có trên 1.000 phi vụ Kiểm soát miền Nam.
Trong khi Constellation đang chuẩn bị cho lượt biệt phái hoạt động năm 1999, căng thẳng một lần nữa leo thang tại bán đảo Triều Tiên khi xảy ra đụng độ giữa các tàu chiến Bắc và Nam Triều Tiên. Con tàu rời San Diego vào ngày 18 tháng 6, hướng sang khu vực Triều Tiên để theo dõi tình hình. Nó tiến vào vùng vịnh Ba Tư vào ngày 28 tháng 8, và trong mười tuần hoạt động tại đây đã thực hiện hơn 5.000 phi vụ, trong đó có 1.256 phi vụ Kiểm soát miền Nam. Đáng kể trong giai đoạn này, máy bay thuộc Không đoàn Tàu sân bay CVW-2 đã tấn công hai trạm radar của Iraq, và Liên đội Tiêm kích VF-2 có một cuộc đối đầu với máy bay Iraq sử dụng tên lửa không đối không tầm xa AIM-54 Phoenix vào ngày 14 tháng 9; Không đoàn CVW-2 cũng tiến hành chín phi vụ ném bom. Đội tác chiến rời vùng vịnh vào ngày 5 tháng 11, và về đến cảng nhà vào ngày 17 tháng 12.

### 2000 - 2003

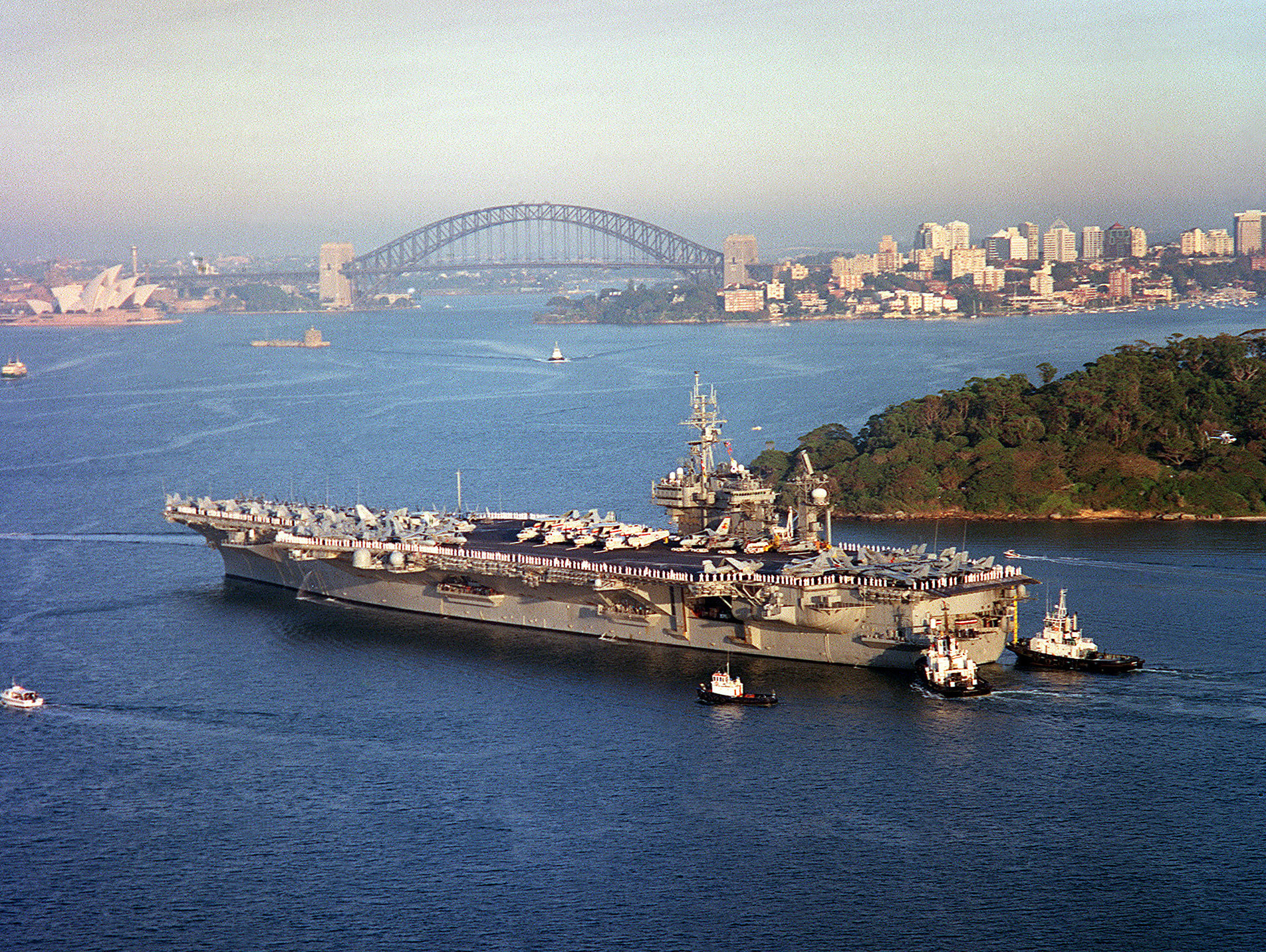
Constellation trong cảng Sydney, Australia, năm 2001.

Constellation lên đường vào ngày 16 tháng 3, 2001 cho lượt biệt phái hoạt động thứ 20, và đi đến vùng vịnh vào ngày 30 tháng 4, lập tức tham gia các hoạt động giám sát vùng cấm bay miền Nam Iraq. Nó hoàn thành nhiệm vụ vào ngày 4 tháng 8, sau khi đã tiến hành nhiều phi vụ tấn công nhằm đáp trả phía Iraq đã vi phạm vùng cấm bay. Chiếc tàu sân bay rời Trân Châu Cảng vào ngày 9 tháng 9 cho hành trình quay về trong khuôn khổ một chuyến đi nghỉ ngơi đến quần đảo Hawaii có thân nhân thủy thủ đoàn cùng tham gia; và nó đang trên nữa chặng đường từ Trân Châu Cảng đến San Diego khi xảy ra vụ tấn công khủng bố ngày 11 tháng 9. Sau khi cân nhắc ý kiến quay đầu đội tác chiến trở lại, chiếc tàu sân bay được phép tiếp tục lộ trình, về đến San Diego vào ngày 14 tháng 9.

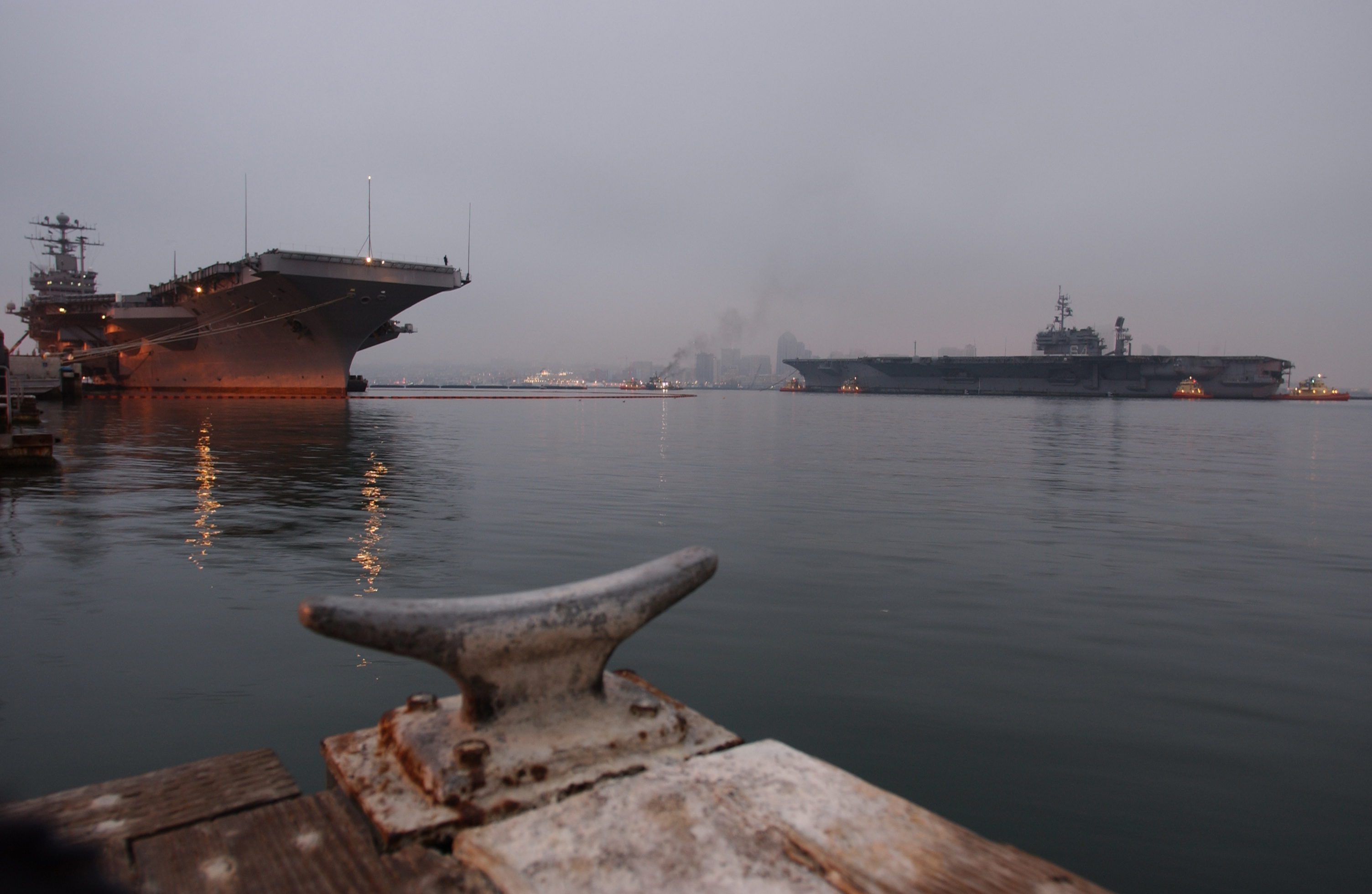
Constellation đang băng ngang qua tàu sân bay, khi nó được kéo rời San Diego để gia nhập Hạm đội Dự bị tại Puget Sound, Washington, tháng 9 năm 2003

Sau một giai đoạn bảo trì ngắn, Constellation chuẩn bị cho lượt phục vụ sau cùng, một cơ hội tham gia vào cuộc Chiến tranh chống khủng bố toàn cầu. Nó khởi hành vào ngày 2 tháng 11, 2002, dẫn đầu Đội tuần dương-Khu trục 1 do Chuẩn đô đốc Barry M. Costello làm Tư lệnh. Nó nhanh chóng tham gia các hoạt động trong khuôn khổ Chiến dịch Tự do Bền vững từ ngày 17 tháng 12, và tiến vào vịnh Ba Tư để tiếp nối các phi vụ thực thi vùng cấm bay ở miền Nam Iraq. Vào ngày 19 tháng 3, 2003, với hai tàu sân bay tại khu vực Đông Địa Trung Hải và ba chiếc khác tại vùng vịnh, Chiến dịch Iraq Tự do được tiến hành. Constellation được phân công các phi vụ tấn công ban đêm, và đã liên tục hoạt động trong suốt giai đoạn ban đầu của cuộc chiến. Không đoàn tàu sân bay CVW-2 đã thực hiện hơn 1.500 phi vụ, ném trên 1.700.000 lb (770.000 kg) bom đạn và rocket xuống các mục tiêu khác nhau. Một máy bay đã bị mất do tai nạn trong khi hoạt động, nhưng không có thương vong.
Rời vùng vịnh Ba Tư vào ngày 17 tháng 4, Constellation quay trở về cảng San Diego lần sau cùng. Vào ngày 1 tháng 6, một máy bay S-3B Viking thuộc Liên đội VS-38, do Đại úy Hải quân Hartley Postlethwaite và Trung úy Hải quân Arthur Gutting điều khiển, chở theo Đại tá Hải quân John W. Miller, Hạm trưởng, hạ cánh lần sau cùng trên chiếc tàu sân bay lần thứ 395.710, khép lại nhật ký hành trình của Constellation. Nhiệm vụ của nó được Ronald Reagan (CVN-76), một tàu sân bay chạy năng lượng hạt nhân lớp Nimitz thay thế.

### Xuất biên chế và tháo dỡ

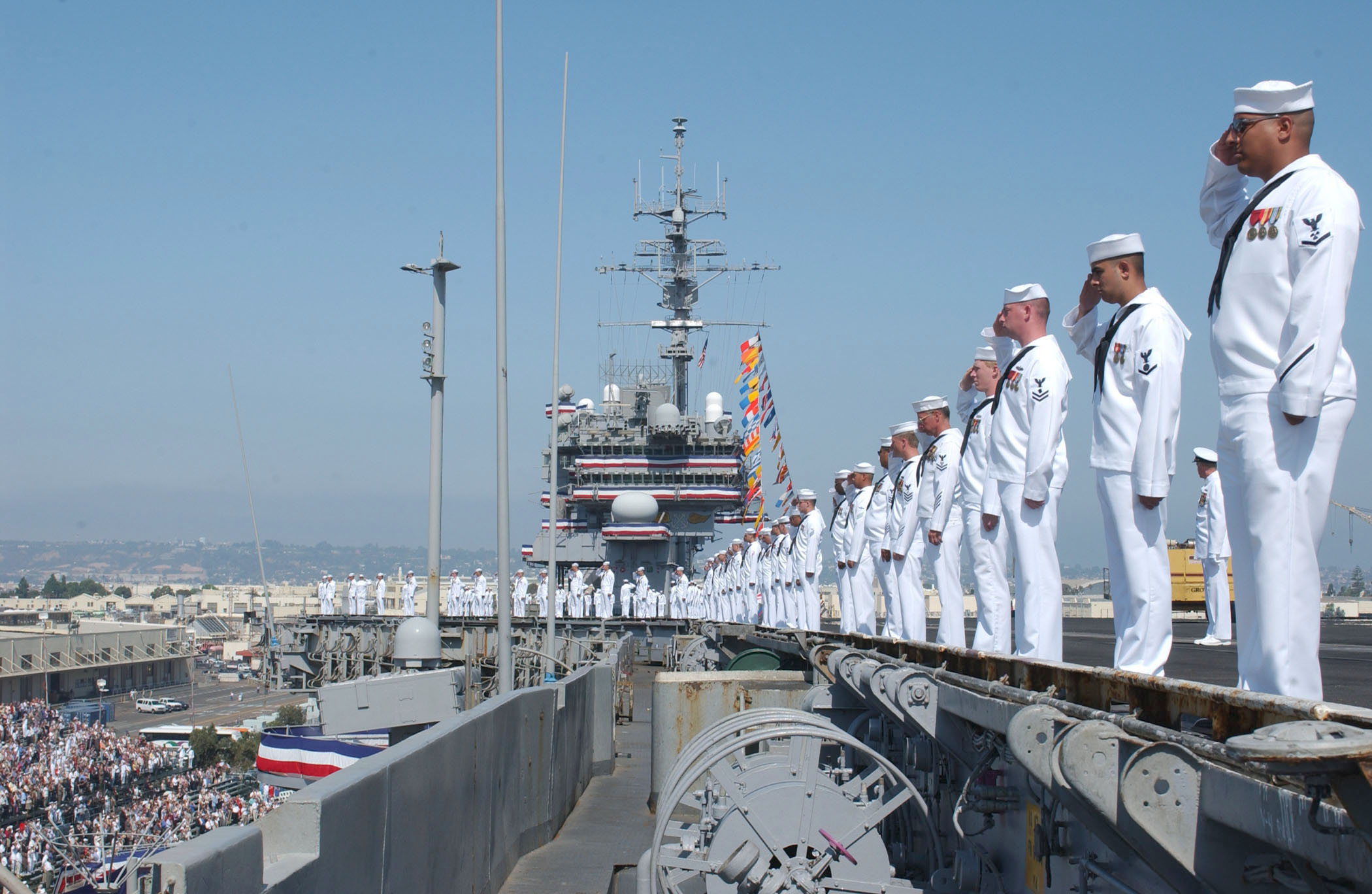
Thủy thủ đoàn của Constellation trên sàn tàu trong buổi lễ xuất biên chế tại San Diego, ngày 7 tháng 8 năm 2003.

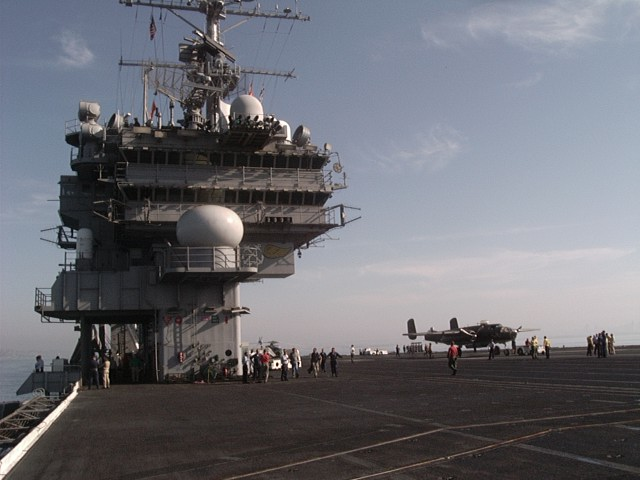
Máy bay ném bom B-25 Mitchell trên sàn đáp của USS Constellation trong quá trình quay bộ phim Trân Châu Cảng vào năm 2000

Sau 41 năm phục vụ, Constellation được cho xuất biên chế tại Căn cứ Không lực Hải quân North Island ở San Diego vào ngày 7 tháng 8, 2003. Từ ngày 12 tháng 9, 2003 nó được kéo đến Hạm đội Dự bị Thái Bình Dương tại Bremerton, Washington; rồi được chính thức rút tên khỏi danh sách Đăng bạ Hải quân vào ngày 2 tháng 12, 2003 khi Tư lệnh Tác chiến Hải quân, đô đốc Vern Clark, hủy bỏ việc bảo trì con tàu do chi phí quá cao. Chiếc tàu sân bay được xếp loại Dự bị Hạng X, nghĩa là chỉ bảo vệ chống hỏa hoạn, ngập nước hay trộm cắp. Hạng X được dành cho những con tàu sẽ tháo dỡ, bán ra nước ngoài, sử dụng như mục tiêu thực hành hay sẽ được trao tặng như một đài tưởng niệm.
Theo thông cáo báo chí vào tháng 2, 2008, Constellation sẽ được lên kế hoạch để loại bỏ trong vòng năm năm tiếp theo, cùng với chiếc USS Independence. Sau đó vào ngày 26 tháng 1, 2012, Hải quân thông báo về việc sẽ kéo đi và tháo dỡ tại Hoa Kỳ nhiều tàu sân bay lớp Forrestal, bao gồm các chiếc Forrestal, Independence và Constellation.
Constellation được tháo dỡ tại Brownsville, Texas từ đầu năm 2015; nó được kéo vòng qua mũi Horn trong chuyến đi sau cùng. Chiến dịch IceBridge do NASA tiến hành nhằm khảo sát sự thay đổi của băng tại các cực địa cầu đã chụp ảnh về phía Nam Punta Arenas, Chile, khi con tàu đang được kéo đến xưởng tháo dỡ. Chiếc tàu sân bay đi đến xưởng tháo dỡ vào ngày 16 tháng 1, 2015. Việc tháo dỡ hoàn tất vào ngày 10 tháng 5, 2017 khi trục chân vịt cuối cùng được vớt lên khỏi mặt nước.

## Văn hóa đại chúng
Constellation đã từng xuất hiện trong bộ phim Trân Châu Cảng năm 2001; nó thể hiện tàu sân bay USS Hornet (CV-8) khi tham gia vào vụ Không kích Doolittle. Vào tháng 9, 2000, bốn máy bay ném bom tầm trung B-25 Mitchell đã lần lượt cất cánh từ sàn đáp khi con tàu đang di chuyển ngoài khơi bờ biển San Diego, đóng vai những máy bay của cuộc đột kích vào Tokyo đã đi vào huyền thoại. Chỉ có phần phía trước của sàn đáp được đưa vào cảnh quay nhằm mô phỏng sàn đáp thẳng của Hornet, cho dù vẫn thấy rõ hai máy phóng hơi nước. Một số thành viên thủy thủ đoàn cũng tham gia các vai quần chúng.
Tiger Cruise là một bộ phim khác vào năm 2004 kể lại câu chuyện của Constellation vào lúc kết thúc lượt hoạt động tại Ấn Độ Dương, và rời Trân Châu Cảng vào ngày 9 tháng 9 cho hành trình quay về trong khuôn khổ một chuyến đi nghỉ ngơi đến quần đảo Hawaii có thân nhân thủy thủ đoàn cùng tham gia. Nó đang trên nữa chặng đường từ Trân Châu Cảng đến San Diego khi xảy ra vụ tấn công khủng bố ngày 11 tháng 9. Vào lúc bộ phim được quay, Constellation đã được cho ngừng  hoạt động, nên các cảnh quay được thực hiện trên USS John C. Stennis (CVN-74), USS Nimitz (CVN-68) và USS Abraham Lincoln (CVN-72).

## Phần thưởng[21]
|                                                       | Bronze star · Bronze star               | Silver star               |
|                                                       | Bronze star · Bronze star · Bronze star | Bronze star · Bronze star |
| Bronze star · Bronze star · Bronze star · Bronze star | Silver star · Silver star · Bronze star |                           |
|                                                       |                                         |                           |

| Đơn vị Tuyên dương Tổng thống                                         | Đơn vị Tuyên dương Hải quân với hai Ngôi sao Chiến trận       | Đơn vị Tuyên dương Hải quân với hai Ngôi sao Chiến trận       | Đơn vị Tuyên dương Anh Dũng Hải quân với năm Ngôi sao Chiến trận   |
| Dãi băng Hiệu quả Hải quân với hai dấu "E"                            | Huân chương Viễn chinh Hải quân với ba Ngôi sao Chiến trận    | Huân chương Viễn chinh Hải quân với ba Ngôi sao Chiến trận    | Huân chương Phục vụ Phòng thủ Quốc gia với hai Ngôi sao Chiến trận |
| Huân chương Viễn chinh Lực lượng Vũ trang với bốn Ngôi sao Chiến trận | Huân chương Phục vụ Việt Nam với mười một Ngôi sao Chiến trận | Huân chương Phục vụ Việt Nam với mười một Ngôi sao Chiến trận | Huân chương Viễn chinh Chiến tranh Toàn cầu chống Khủng bố         |
| Huân chương Phục vụ Chiến tranh Toàn cầu chống Khủng bố               | Huân chương Anh dũng Bội tinh (Việt Nam Cộng Hòa)             | Huân chương Anh dũng Bội tinh (Việt Nam Cộng Hòa)             | Huân chương Chiến dịch Bội tinh (Việt Nam Cộng Hòa)                |